# یونیورسال استودیوز سنگاپور
یونیورسال استودیوز سنگاپور (انگلیسی: Universal Studios Singapore) شرکت سرگرمی سنگاپوری است، که در سال ۲۰۱۰ تأسیس شد.